# Джоел МакНілі
Джоел МакНілі (англ. Joel McNeely) — американський композитор, диригент, аранжувальник, музикант, поет-пісняр та музичний продюсер. Протеже композитора Джеррі Ґолдсміта, найбільш відомий за своїми музичними супроводами до фільмів і телебачення. Він виграв премію «Еммі» у номінації «Видатна музична композиція для серіалу» за роботу над «Хроніками молодого Індіани Джонса» Джорджа Лукаса. Він часто співпрацює з Сетом МакФарлейном і робить внесок у різні проєкти «The Walt Disney Company».

## Біографія
Джоел МакНілі народився в Медісоні, штат Вісконсин. Обидва його батьки займалися музикою та театром, і в дитинстві він грав на фортепіано, саксофоні, бас-гітарі та флейті. Він відвідував Академію мистецтв Інтерлогена у Мічигані, вивчав джаз в Університеті Маямі та отримав ступінь магістра за спеціальністю композиція у Істменській школі музики.
«LucasArts» обрали МакНілі для написання саундтреку до відеогри «Зоряних війн» 1996 року «Shadows of the Empire», включивши при цьому теми з фільмів Джона Вільямса. Це був експериментальний проєкт, в якому він передавав загальні настрої та теми замість того, щоб писати музику для певних сцен.

## Фільмографія

### Фільми

#### 1980-ті
| Рік  | Назва                                        | Режисер(и)     | Студія(ї)                             | Примітки           |
| ---- | -------------------------------------------- | -------------- | ------------------------------------- | ------------------ |
| 1987 | Ти зі мною розмовляєш?                       | Чарльз Вінклер | United Artists                        | Н/Д                |
| 1988 | Сплеск теж                                   | Ґреґ Антоначчі | Walt Disney Television ABC            | телевізійний фільм |
| 1989 | Пастка для батьків 3                         | Моллі Міллер   | Walt Disney Television Disney Channel | телевізійний фільм |
| 1989 | Поллі                                        | Деббі Аллен    | Walt Disney Television NBC            | телевізійний фільм |
| 1989 | Пастка для батьків: Медовий місяць на Гаваях | Моллі Міллер   | Walt Disney Television NBC            | телевізійний фільм |

#### 1990-ті
| Рік  | Назва                                    | Режисер(и)                    | Студія(ї)                                                                                         | Примітки                                                                 |
| ---- | ---------------------------------------- | ----------------------------- | ------------------------------------------------------------------------------------------------- | ------------------------------------------------------------------------ |
| 1990 | Донька Гітлера                           | Джеймс А. Контнер             | Wilshire Court Productions USA Network                                                            | телевізійний фільм                                                       |
| 1990 | Поллі: Повертаюся додому!                | Деббі Аллен                   | Walt Disney Television NBC                                                                        | телевізійний фільм                                                       |
| 1991 | Франкенштейн: Роки у коледжі             | Том Шедьяк                    | Fox                                                                                               | телевізійний фільм                                                       |
| 1991 | Саманта                                  | Стівен Ла Рок                 | Academy Entertainment                                                                             | Н/Д                                                                      |
| 1992 | Леді проти всіх обставин                 | Бредфорд Мей                  | MGM Television NBC                                                                                | телевізійний фільм                                                       |
| 1992 | Поліцейська історія 3: Суперполіцейський | Стенлі Тонґ                   | Dimension Films                                                                                   | американська версія                                                      |
| 1994 | Залізна воля                             | Чарльз Гейд                   | Walt Disney Pictures                                                                              | Н/Д                                                                      |
| 1994 | Убивства на радіо                        | Мел Сміт                      | Lucasfilm Universal Pictures                                                                      | Н/Д                                                                      |
| 1994 | Скванто: Історія воїна                   | Ксав'є Коллер Крістофер Стойа | Walt Disney Pictures                                                                              | Н/Д                                                                      |
| 1994 | Кінцева швидкість                        | Деран Сарафян                 | Nomura Babcock & Brown Interscope Communications PolyGram Filmed Entertainment Hollywood Pictures | Н/Д                                                                      |
| 1995 | Золотошукачі: Секрет Ведмежої гори       | Кевін Джеймс Добсон           | Bregman/Baer Productions Universal Pictures                                                       | Н/Д                                                                      |
| 1996 | Фліппер                                  | Алан Шапіро                   | The Bubble Factory Universal Pictures                                                             | Н/Д                                                                      |
| 1997 | Канікули у Вегасі                        | Стівен Кесслер                | Jerry Weintraub Productions Warner Bros. Pictures                                                 | Н/Д                                                                      |
| 1997 | Дика Америка                             | Вільям Дір                    | Morgan Creek Productions Warner Bros. Pictures                                                    | Н/Д                                                                      |
| 1997 | Солдати Буффало                          | Чарльз Гейд                   | Turner Pictures TNT                                                                               | телевізійний фільм                                                       |
|      | Літак президента                         | Вольфґанґ Пітерсен            | Columbia Pictures Beacon Pictures                                                                 | тільки додаткова музика, музику до фільму склав Пьотр Ольшевський (2008) |
| 1998 | Месники                                  | Єремія С. Чечік               | Warner Bros. Pictures                                                                             | замінив Майкла Камена                                                    |
| 1998 | Зак та Реба                              | Ніколь Беттауер               | Live Entertainment                                                                                | Н/Д                                                                      |
| 1998 | Солдат                                   | Пол В. С. Андерсон            | Morgan Creek Productions Jerry Weintraub Productions Warner Bros. Pictures                        | Н/Д                                                                      |
| 1999 | Вірус                                    | Джон Бруно                    | Mutual Film Company Valhalla Motion Pictures Dark Horse Entertainment Universal Pictures          | Н/Д                                                                      |
| 1999 | Дорожня лють                             | Деран Сарафян                 | NBC Studios NBC                                                                                   | телевізійний фільм                                                       |

#### 2000-ні
| Рік  | Назва                                | Режисер(и)                   | Студія(ї) | Notes                                                             |
| ---- | ------------------------------------ | ---------------------------- | --- | ----------------------------------------------------------------- |
| 2000 | Саллі Гемінґс: Американський скандал | Чарльз Гейд                  | CBS Productions CBS | телевізійний фільм                                                |
| 2000 | Санта — це хто?                      | Вільям Дір                   | ABC | телевізійний фільм                                                |
| 2001 | Молитва коханця                      | Ревердж Ансельмо             | Image Entertainment | Н/Д                                                               |
| 2002 | Повернення в Небувалію               | Робін Бадд Донован Кук       | DisneyToon Studios A. Film A/S Walt Disney Pictures                                                                     | Н/Д                                                               |
| 2003 | Книга джунглів 2                     | Стів Тренберт                | DisneyToon Studios Walt Disney Pictures                                                                                 | Н/Д                                                               |
| 2003 | Привиди безодні: Титанік             | Джеймс Кемерон               | Ascot Elite Golden Village Walden Media Walt Disney Pictures (Північна Америка) UGC Fox Distribution (інтернаціональна) | Н/Д                                                               |
| 2003 | Отвори                               | Ендрю Девіс                  | Phoenix Pictures Walden Media Walt Disney Pictures                                                                      | Н/Д                                                               |
| 2003 | Destino                              | Домінік Монфері              | Walt Disney Feature Animation Walt Disney Pictures                                                                      | короткометражний фільм                                            |
| 2003 | Міські дівчата                       | Боаз Якін                    | Metro-Goldwyn-Mayer | Н/Д                                                               |
| 2004 | У Штатах                             | Ревердж Ансельмо             | Samuel Goldwyn Films | Н/Д                                                               |
| 2004 | Серце та душа Америки                | Луї Швартцберґ               | Walt Disney Pictures | Н/Д                                                               |
| 2004 | Мулан 2                              | Даррелл Руні Лінн Саузерленд | Walt Disney Studios Home Entertainment DisneyToon Studios                                                               | Direct-to-video                                                   |
| 2004 | Степфордські дружини                 | Френк Оз                     | Paramount Pictures Dreamworks Pictures                                                                                  | тільки додаткова музика, музику до фільму склав Пьотр Ольшевський |
| 2005 | Вінні та Хобоступ                    | Френк Ніссен                 | Walt Disney Pictures DisneyToon Studios                                                                                 | Н/Д                                                               |
| 2005 | Ліло і Стіч 2: Велика проблема Стіча | Майкл ЛаБаш Тоні Леондіс     | Walt Disney Studios Home Entertainment DisneyToon Studios                                                               | Direct-to-video                                                   |
| 2006 | Франклін та скарб озера Черепаха     | Домінік Монфері              | Nelvana StudioCanal | Н/Д                                                               |
| 2006 | Лис і мисливський пес 2              | Джим Каммеруд                | Walt Disney Studios Home Entertainment DisneyToon Studios                                                               | Direct-to-video                                                   |
| 2007 | Попелюшка 3: Подорож у часі          | Френк Ніссен                 | Walt Disney Studios Home Entertainment DisneyToon Studios                                                               | Direct-to-video                                                   |
| 2007 | Я знаю, хто вбив мене                | Кріс Сівертсон               | 360 Pictures TriStar Pictures                                                                                           | Н/Д                                                               |
| 2008 | Феї                                  | Бредлі Реймонд               | Walt Disney Studios Home Entertainment DisneyToon Studios                                                               | Direct-to-video                                                   |
| 2009 | Феї: Загублений скарб                | Клей Голл                    | Walt Disney Studios Home Entertainment DisneyToon Studios                                                               | Direct-to-video                                                   |

#### 2010-ті
| Рік  | Назва                             | Режисер(и)                | Студія(ї)                                                      | Примітки          |
| ---- | --------------------------------- | ------------------------- | -------------------------------------------------------------- | ----------------- |
| 2010 | Феї: Фантастичний порятунок       | Бредлі Реймонд            | Walt Disney Studios Home Entertainment DisneyToon Studios      | Direct-to-video   |
| 2011 | Змагання у Долині Фей             | Бредлі Реймонд            | Walt Disney Studios Home Entertainment DisneyToon Studios      | телевізійний спец |
| 2012 | Таємниця магічних крил            | Бобс Ґаннавей Пеґґі Голмс | Walt Disney Studios Home Entertainment DisneyToon Studios      | Direct-to-video   |
| 2014 | Феї: Таємниця піратського острова | Пеґґі Голмс               | Walt Disney Studios Home Entertainment DisneyToon Studios      | Direct-to-video   |
| 2014 | Мільйон способів втратити голову  | Сет МакФарлейн            | Fuzzy Door Productions Media Rights Capital Universal Pictures | Н/Д               |
| 2014 | Феї і легенда загадкового звіра   | Стів Лотер                | Walt Disney Studios Home Entertainment DisneyToon Studios      | Direct-to-video   |

#### 2020-ті
| Рік  | Назва          | Режисер(и)   | Студія(ї)          | Примітки     |
| ---- | -------------- | ------------ | ------------------ | ------------ |
| 2025 | Голий пістолет | Аківа Шаффер | Paramount Pictures | постпродакшн |

### Телебачення
| Рік          | Назва                           | Примітки                                                              |
| ------------ | ------------------------------- | --------------------------------------------------------------------- |
| 1986         | Магія Блека                     | Н/Д                                                                   |
| 1986—1988    | Наш дім                         | Н/Д                                                                   |
| 1988         | Шлях Аарона                     | Н/Д                                                                   |
| 1988         | Блакитне небо                   | епізод: «Something Wold, Something New»                               |
| 1989         | Чудові роки                     | епізод: «Square Dance»                                                |
| 1990         | Пригоди мультяшок               | 3 епізоди                                                             |
| 1991         | Темний плащ                     | епізод: «Beauty and the Beet»                                         |
| 1992         | Шоу відважних качок             | 2 епізоди                                                             |
| 1992—1993    | Хроніки молодого Індіани Джонса | 9 епізодів                                                            |
| 1998         | Бадді Фаро                      | Н/Д                                                                   |
| 2000—2002    | Темний ангел                    | Н/Д                                                                   |
| 2001         | Всі душі                        | Н/Д                                                                   |
| 2002         | Суд                             | Н/Д                                                                   |
| 2009 — т. ч. | Американський тато!             | Н/Д                                                                   |
| 2017 — т. ч. | Орвілл                          | з Джоном Дебні, Брюсом Бротоном (тільки пілот та тема) та Ендрю Котті |

### Відеоігри
| Рік  | Назва                            | Примітки                                           |
| ---- | -------------------------------- | -------------------------------------------------- |
| 1996 | Star Wars: Shadows of the Empire | оригінальні теми «Зоряних воєн» від Джона Вільямса |

## Нагороди та номінації
| Рік  | Нагорода                                                                                               | Номінована робота                                                           | Результат |
| ---- | --- | --------------------------------------------------------------------------- | --------- |
| 1993 | Премія «Еммі» за визначні особисті досягнення у написанні музики для серіалу (драматичне підкреслення) | Хроніки молодого Індіани Джонса: Молодий Індіана Джонс та скандал 1920 року | Перемога  |
| 1993 | Премія «Еммі» за визначний музичний напрямок                                                           | Хроніки молодого Індіани Джонса: Молодий Індіана Джонс і таємниця блюзу     | Номінація |
| 1998 | Премія АТКАВ за найкасовіші фільми                                                                     | Літак президента                                                            | Перемога  |
| 2003 | Премія «Енні» за музику у повнометражному фільмі                                                       | Повернення в Небувалію                                                      | Номінація |
| 2012 | Премія «Ґреммі» за найкращий традиційний поп-вокальний альбом                                          | Music Is Better Than Words                                                  | Номінація |
| 2012 | Премія «Енні» за найкращу музику в телевізійній постановці                                             | Змагання у Долині Фей                                                       | Номінація |
| 2012 | Премія Міжнародної асоціації кінокритиків за найкращу оригінальну музику до анімаційного фільму        | Таємниця магічних крил                                                      | Номінація |
| 2012 | Премія «Еммі» за визначний музичний напрямок                                                           | Сет МакФарлейн: Swingin' на концерті                                        | Номінація |
| 2013 | Премія «Енні» за музику у повнометражному фільмі                                                       | Таємниця магічних крил                                                      | Номінація |
| 2015 | Премія Міжнародної асоціації кінокритиків за найкращу оригінальну музику до комедійного фільму         | Мільйон способів втратити голову                                            | Номінація |